# 格平根县
格平根县（Landkreis Göppingen）是德国巴登-符腾堡州的一个县，隶属于斯图加特行政区，首府格平根。

## 地理
格平根县北面与雷姆斯-穆尔县和奥斯特阿尔布县，东面与海登海姆县，南面与山地-多瑙县，西南面与罗伊特林根县，西面与埃斯林根县相邻。